# Bitter:Sweet
Bitter:Sweet ist ein Trip-Hop-Duo aus Los Angeles, bestehend aus Shana Halligan (Gesang) und Kiran Shahani (Produktion). 

## Bandgeschichte
Bitter:Sweet gründete sich 2006 um Shana Halligan (Gesang) und Kiran Shahani (Produktion). Kiran Shahani war auch Gründungsmitglied von Supreme Beings of Leisure, Halligan ist die Tochter von Dick Halligan von Blood, Sweat & Tears. Die zwei fanden über eine von Shahani geschaltete Anzeige auf Craigslist zueinander, in der er nach einer Sängerin suchte.
Kurz nach Gründung erschien das Debütalbum The Mating Game im April 2006 über Quango. Bekannt wurde das Duo vor allem über MySpace. Ihre Lieder finden sich auf dem Soundtrack von Der Teufel trägt Prada und in Folgen einiger US-amerikanischen Serien (u. a. Grey’s Anatomy, Smallville) wieder. In Deutschland wird zudem das Lied Dirty Laundry vom Album The Mating Game als Titelmelodie von Doctor’s Diary verwendet.
Nach dem Remixalbum The Remix Game erschien 2008 das zweite Album Drama. Das Lied The Bomb  wurde von der Serie Lipstick Jungle Titelmelodie verwendet.
2010 folgte die EP The Break Up. Anschließend versuchte sich Shana Halligan an einer Solokarriere. Unter anderem trat sie mit  Nouvelle Vague auf und kollaborierte mit Serj Tankian.
2015 kehrte das Duo mit dem Album Trilogy zurück, das von Bruno Guez kompiliert wurde.

## Musikstil
Musikalisch mischen Bitter:Sweet  70er und 80er Jahre Lounge-Musik und Soulmusik mit Trip-Hop. Stilistisch werden sie oft mit Björk, Everything but the Girl und Zero 7 verglichen.

## Diskografie

### Alben
- 2006: The Mating Game (Quango Records)
- 2008: Drama (Quango Records)
- 2015: Trilogy  (Kompilation, Quango Records)

### Remixalben
- 2006: The Mating Game – Remix Sampler (Quango Records)
- 2006: The Mating Game – Club Sampler Vol. 1 (Quango Records)
- 2007: The Remix Sampler (Quango Records)

### Singles & EPs
- 2006: Dirty Laundry (Re:mixes)
- 2006: The Mating Game (Re:mixes)
- 2007: The Remix Game
- 2007: Moving Forward (Re:mixes)
- 2007: Heaven (Re:mixes)
- 2010: The Break Up